# System Prawa Prywatnego

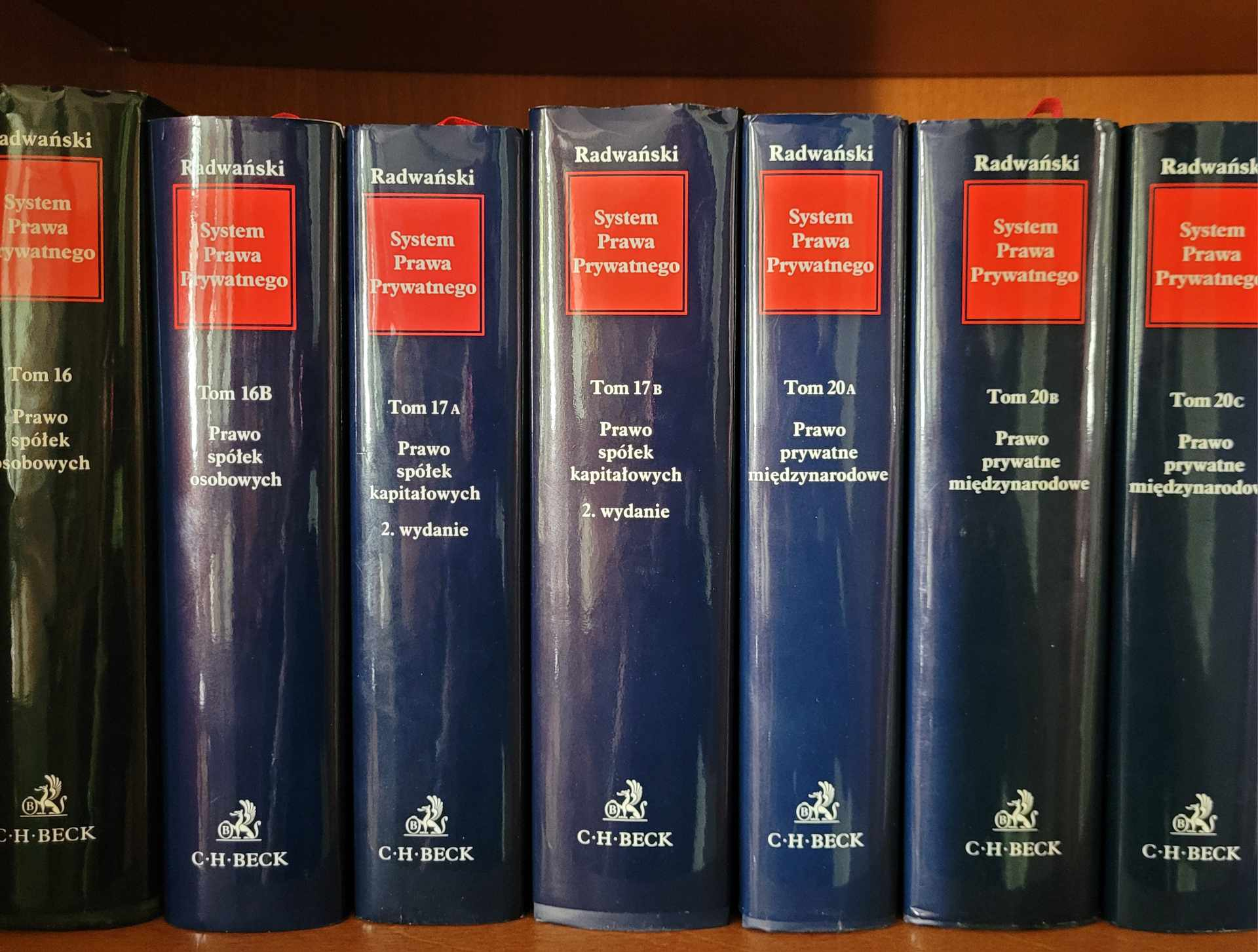
System Prawa Prywatnego. Tomy od 16 do 20c.

System Prawa Prywatnego - seria książek wydawama w języku polskim przez Wydawnictwo C.H. Beck, powstająca z udziałem Instytutu Nauk Prawnych Polskiej Akademii Nauk, dotycząca polskiego prawa prywatnego. Nawiązuje do tradycji Systemu Prawa Cywilnego, który ukazywał się w latach 1974-1986 i był wydawany przez Zakład Narodowy im. Ossolińskich. System Prawa Cywilnego składał się z 5 tomów, a ich redaktorem był prof. Witold Czachórski. W przedmowie do pierwszego wydania tomu pierwszego wskazano, że potrzeba podjęcia opracowania od zawsze była żywo odczuwana w środowiskach prawniczych. Obecnie System Prawa Prywatnego składa się z ponad 20 tomów, które są na bieżąco aktualizowane. Redaktorem był prof. Zbigniew Radwański, a następnie prof. Bogudar Kordasiewicz. Poszczególne tomy mają odrębnych redaktorów naukowych. Pozycje zawierają omówienie najważniejszych instytucji prawa z odwołaniem się do prezentowanych poglądów judykatury oraz doktryny oraz odniesienia do licznych pozycji bibliograficznych.
System Prawa Prywatnego jest częścią tzw. Systemu prawa, czyli zbioru publikacji z różnych dziedzin kompleksowo omawiających podejmowane zagadnienia. Poza Systemem Prawa Prywatnego do zbiorów Systemu prawa należą: System Postępowania Cywilnego, System Prawa Handlowego, System Prawa Administracyjnego, System Prawa Karnego, System Prawa Medycznego, System Prawa Unii Europejskiej. Są one tworzone z myślą o wsparciu prawników w sprawach najtrudniejszych, wymagających spojrzenia systemowego na całą gałąź prawa.
System Prawa Prywatnego i jego poszczególne tomy wydawany jest w wersji papierowej oraz w formie online z dostępem w ramach Legalis C.H.Beck.

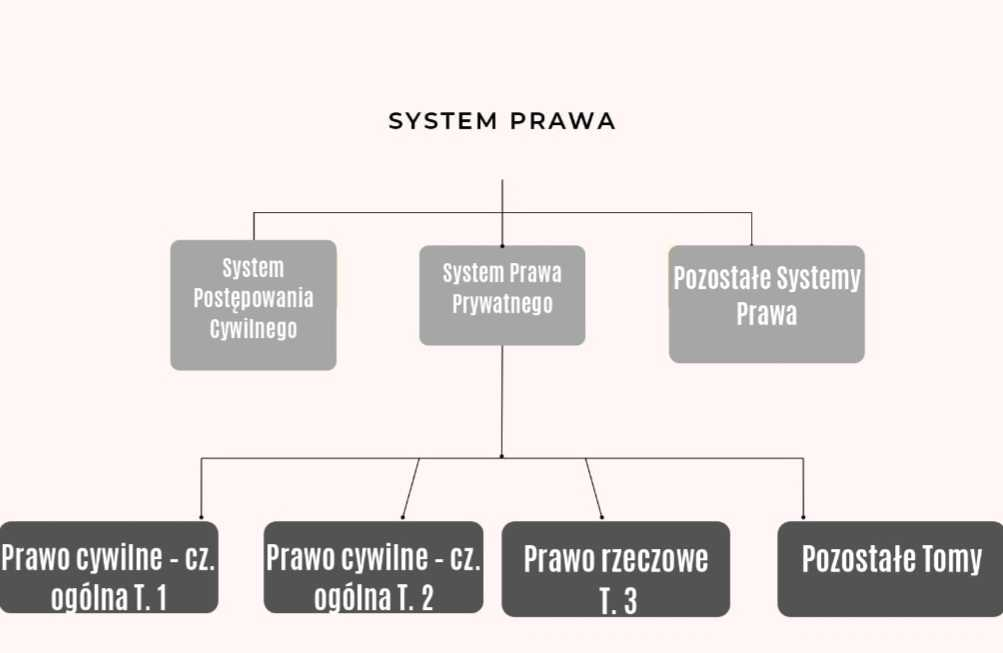
Podział Systemu Prawa z uwzględnieniem Systemu Prawa Prywatnego i jego poszczególnych tomów.

W 2015 r. w Warszawie odbyła się Gala Systemu Prawa Prywatnego jako podsumowanie ponad 20 lat pracy nad publikacją, a także uhonorowanie dorobku naukowego prof. Zbigniewa Radwańskiego.

## Pierwsze wydania poszczególnych tomów[7]
- 2007 r. Prawo cywilne – cz. ogólna T. 1 pod red. prof. dr. hab. Marka Safjana;
- 2002 r. Prawo cywilne – cz. ogólna T. 2 pod red. prof. Zbigniewa Radwańskiego;
- 2003 r. Prawo rzeczowe T. 3 pod red. prof. dr. hab. Tomasza Dybowskiego;
- 2005 r. Prawo rzeczowe T. 4 pod red. prof. dr. hab. Edwarda Gniewka;
- 2006 r. Prawo zobowiązań – cz. ogólna T. 5 pod red. prof. dr. hab. Ewy Łętowskiej;
- 2009 r. Prawo zobowiązań – cz. ogólna T. 6 pod red. prof. dr. hab. Adama Olejniczaka;
- 2010 r. Prawo zobowiązań – cz. ogólna T. 6 Suplement pod red. prof. dr. hab. Adama Olejniczaka;
- 2001 r. Prawo zobowiązań – cz. szczegółowa T. 7 pod red. prof. Jerzego Rajskiego;
- 2004 r. Prawo zobowiązań – cz. szczegółowa T. 8 pod red. dr hab. Janiny Panowicz-Lipskiej;
- 2010 r. Prawo umów nienazwanych T. 9 pod red. prof. dr. hab. Wojciecha Jana Katnera;
- 2009 r. Prawo spadkowe T. 10 pod red. prof. dr. hab. Bogudara Kordasiewicza;
- 2009 r. Prawo rodzinne T. 11 pod red. prof. dr. hab. Tadeusza Smyczyńskiego;
- 2003 r. Prawo rodzinne T. 12 pod red. prof. dr. hab. Tadeusza Smyczyńskiego;
- 2003 r. Prawo autorskie T. 13 pod red. prof. dr. hab. Janusza Barty;
- 2012 r. Prawo własności przemysłowej T. 14A pod red. prof. dr. hab. Ryszarda Skubisza;
- 2012 r. Prawo własności przemysłowej T. 14B pod red. prof. dr. hab. Ryszarda Skubisza;
- 2017 r. Prawo własności przemysłowej T. 14C pod red. prof. dr. hab. Ryszarda Skubisza;
- 2014 r. Prawo konkurencji T. 15 pod red. prof. dr. hab. Mariana Kępińskiego;
- 2008 r. Prawo Spółek Osobowych T. 16 pod red. prof. dr. hab. Andrzeja Szajkowskiego;
- 2010 r. Prawo spółek kapitałowych T. 17A pod red. prof. dr hab. Stanisława Sołtysińskiego;
- 2010 r. Prawo spółek kapitałowych T. 17B pod red. prof. dr hab. Stanisława Sołtysińskiego;
- 2005 r. Prawo papierów wartościowych T. 18 pod red. prof. Andrzeja Szumańskiego;
- 2006 r. Prawo papierów wartościowych T. 18 + suplement pod red. prof. Andrzeja Szumańskiego;
- 2006 r. Prawo papierów wartościowych T. 19 pod red. prof. Andrzeja Szumańskiego;
- 2014 r. Prawo prywatne międzynarodowe T. 20A pod red. prof. dr. hab. Maksymiliana Pazdana;
- 2015 r. Prawo prywatne międzynarodowe T. 20B pod red. prof. dr. hab. Maksymiliana Pazdana;
- 2015 r. Prawo prywatne międzynarodowe T. 20C pod red. prof. dr. hab. Maksymiliana Pazdana;
- 2020 r. Prawo spółdzielcze T. 21 pod red. prof. dr. hab. Krzysztof Pietrzykowski[8][9][10].